# 川奈由依
川奈 由依（かわな ゆい、1976年6月12日 - ）は、日本のAV女優である。
1990年代に活動した。

## 人物
- 趣味:香水集め[1]。
- 特技：フラワーアレンジメント。どこでも眠れる[1]。

## 作品

### アダルトビデオ（オリジナル作品）
1995年
- アイドルお嬢様 4（2月1日、メリット/ビデオ安売王）※「森下亜美」名義 イメージビデオ
- 僕の恋人 亜美（3月1日、VIP）※「森下亜美」名義
- 私の恥かしいビデオ見て下さい（5月12日、アリスJAPAN）※「星川麻衣」名義
- 眩しすぎるエンジェル 川奈ゆい（7月21日、アリスJAPAN）※「川奈ゆい」名義
- 瞳を閉じて… I LOVE YUI（8月11日、アトラス21）※「川奈ゆい」名義
- 奪い愛 川奈ゆい（9月21日、アトラス21）※「川奈ゆい」名義
- NEO出血大制服 15（10月17日、アトラス21）※「川奈ゆい」名義
- 初濡れ痴漢電車 2（10月19日、笠倉出版社）※「川奈ゆい」名義
- 女子校生の秘密（11月24日、オー・ケイ出版社）※「川奈ゆい」名義
- 監禁授業 女校生ハードレイプ（11月24日、ギャング）
- 百合の放課後（12月22日、シネマジック/ギャング）共演:吉野美紀
- 桃尻探偵 イケずに死ねるか!（12月28日、エイトマン）共演:中原美佑、森口海砂、藤崎美砂 全4名
- 自主制作ビデオ ぱあと 7（北都 SHO-123）※「上岡涼子」名義
- 自主制作ビデオ ぱあと 8（北都 SHO-127）※「上岡涼子」名義
- ヤングマンチン96 新春号「青い林檎伝説」（北都 ICE-523）※「堀口ユカ」名義

1996年
- 私のビデオ買って下さい。2回め（1月22日、アイスマン ICE-526）※素人時代のビデオ
- 女子校生ブルマの告白（1月25日、マドンナメイト）共演：塚原玲子
- 女子校生 誘拐物語（2月26日、オー・ケイ出版社）
- 制服隷嬢 倒錯の宴（5月15日、大洋図書）
- インモラル天使 23（5月31日、シネマジック）
- コスプレ調教天使 白雪姫は縛られた（5月1日、FETISH（司書房））
- 女子校生監禁ファイル 囚われた記憶（6月14日、アート）　川奈由衣名義[要出典] [2]
- やりすぎ家庭教師 4（6月28日、ミス・クリスティーヌ）
- 吸淫力 2（7月23日、SAMM）

1997年
- やりすぎ女教師 1（1月10日、芳友舎）※「『やりすぎ家庭教師 4」を再編集したもの
- NEO発情BODY（4月10日、AV CLUB（笠倉出版社））編集版?

### アダルトビデオ（編集もの、BESTもの、DVD ほか）
1995年
- くい込み 乙女痴漢電車（11月24日、オーケイ出版）全5名
- イケずに死ねるか！（12月28日、h.m.p）全4名

1996年
- 新生スペルマ淫度 10 PART6（2月13日、笠倉出版社）全10名
- おしゃぶりスペシャル 新・咥え上手な乙女たち 2（2月18日、シネマジック）全7名
- レズビアンコレクション 百合図鑑 14（3月22日、シネマジック/ギャング）全8名
- 平成ブルマー倶楽部 6（3月23日、笠倉出版社）全8名
- NEO出血大制服 スーパー・コレクション 2（4月26日、アトラス21）全7名
- レイプ＆SMスペシャル 放課後の天使たち 8（9月6日、	シネマジック）全7名
- やりすぎ家庭教師 スペシャル（11月14日、ミス・クリスティーヌ）全6名
- 看護婦さんお願いします（12月19日、オー・ケイ出版社）全5名

1997年
- 素晴らしき淫乱王国（4月16日、芳友舎）全7名
- スーパーエロすぐり8連発！！（8月27日、h.m.p）全8名
- ズリネタ・シスターズ 2 川奈由依 宮崎なつみ 坂井陽子（10月、h.m.p）全3名
- 早熟ブルマー 15年史（12月4日、笠倉出版社）全30名

1998年
- 女子校生スペシャル90分（1月16日、笠倉出版社）全20名
- 監禁レイプスペシャル 強制ディープスロート（4月24日、シネマジック）全8名
- スーパー女子校生　痴漢電車スペシャル（11月12日、笠倉出版社）全20名
- ザ･レイプ スペシャルコレクション 2（11月30日、マドンナ社）全10名
- GAG'S 猿轡の女たち（シネマジック SO-28）全10名

2000年
- レイプ Vol.1（2月25日、メディアバンク）全19名
- アブない女子高生 校内発射20連発（4月8日、オー・ケイ出版社）全20名
- プレミアム大全集 美乳アイドル編（6月16日、メディアバンク）全12名
- ミレニアムコレクション 淫らで卑猥な果実たち Ver.9.0（8月11日、芳友舎J）全6名

2001年
- NEO 出血大制服 完全版 1（1月17日、アトラス21）全22名
- SWEET バニー CLUB（11月13日、アトラス21）全16名

2002年
- ブルマー20年史（1月17日、笠倉出版社）＊オムニバス作品 全50名
- ザ･カゲキ OLの穴（5月24日、ディースリー）全15名

2003年以降
- ザ・面接大全 5（2003年3月28日、アテナ映像）多数出演
- やりすぎ家庭教師 Complete！（2003年7月18日、ミス・クリスティーヌ）全21名
- NEO出血大制服ノーカットVol.4（2003年8月29日、アトラス21）全4名
- インモラル天使 File.8（2005年11月25日、シネマジック）全3名

発売年不明
- 女子○生監禁レイプ 川奈ゆい（アブロ企画 AB-02） VHS ※「川奈ゆい」名義
- 女神（メディアバンク MAV-004）全10名 VHS
- エクスタシーラッシュ VHS ※「川奈智子」名義

### オリジナルビデオ
- スケバン女教師（1996年2月9日、ピンクパイナップル）監督:高原秀和 主演:水谷ケイ ※「川奈ゆい」名義 [3]
- 淫獣教師 実写版 Ⅲ（1996年3月8日、ピンクパイナップル）監督:服部光則 主演:角松かのり ※「川奈ゆい」名義  [4]
- 学校のY談（1996年7月21日、ビームエンタテインメント）監督:光石冨士朗 共演:藤谷かな、瞳リョウ、三枝美憂 他 [5]
- オールナイトロング3 最終章（1996年8月9日、大映）監督:松村克弥 主演:角松かのり - 女子高生三人組の一人 役 [6]
- 母が性獣になった理由（1996年11月1日、ピンクパイナップル）監督:池田賢一 主演:小川真実 [7]
- エンジェル（1997年2月14日、dez）監督:服部光則 主演:菅野美寿紀 [8]
- エンジェル 正体不明の女王様!?編（1997年4月4日、dez）監督:服部光則 主演:菅野美寿紀 [9]太字文

### 映画
- 修羅がゆく2 戦争勃発（1996年2月10日、東映）監督:和泉聖治  - マリエ 役 [10]

## 書籍

### 写真集
- 1/1 HAIR POSTER 等身大ヘアポスター写真集（1996年8月25日、英知出版）撮影:岡克己 古川春彦 池田享昭 全12名 ISBN 978-4754211196
- MEMORIES 完全裸体美少女12人永久保存アルバム（1996年11月25日、司書房）撮影:横山こうじ 全12名
- Nostalgia（1997年1月5日発行、英知出版）撮影:伊藤隼也 ISBN 4754250966

### 雑誌
- URECCO 1995年11月号、1996年2月号（ミリオン出版）
- PEKE 1995年11月号（ベストセラーズ）
- PHOTO SHOT Vol.12（1995年12月25日、英知出版）
- Girls No.7 いいモノ見せてる?（1993年3月1日、ワニマガジン）
- Bejean 1996年3月1日号、9月号、10月15日号（英知出版）
- PHOTO SHOT Special（1996年3月25日、英知出版）
- オレンジ通信 1996年5月号（表紙）（東京三世社）
- WOoooo! コギャル隊 1996年7月号（マガジン・マガジン）
- PHOTO SHOT Vol.18（1996年10月25日、英知出版）